# シンディ・バズビー
シンディ・バズビー（Cindy Busby、1983年3月18日 - ）は、カナダの女優。

## 出演作品
- 12 ラウンド／リローデッド
- SUPERNATURAL　スーパーナチュラル シーズン8
- SUPERNATURAL　スーパーナチュラル シーズン7
- シークレット・サークル
- モンスター・マウンテン
- ヴァンパイア・ダイアリーズ シーズン1
- アメリカン・パイ in ハレンチ教科書（エイミー）
- おしゃれ探偵のミステリーファイル
- ロマンス・オン・メニュー 約束のミートパイ 2020,キャロライン